# Mala Paka
Mala Paka falu Horvátországban, a Károlyváros megyében. Közigazgatásilag  Žakanjéhoz tartozik.

## Fekvése
Károlyvárostól 22 km-re északnyugatra, községközpontjától 5 km-re délnyugatra, a Kulpa bal partján, szlovén határ mellett fekszik.

## Története
1857-ben 116, 1910-ben 106 lakosa volt. A trianoni békeszerződésig Zágráb vármegye Károlyvárosi járásához tartozott. 2011-ben 27-en lakták.

## Lakosság
| Lakosság változása | Lakosság változása | Lakosság változása | Lakosság változása | Lakosság változása | Lakosság változása | Lakosság változása | Lakosság változása | Lakosság változása | Lakosság változása | Lakosság változása | Lakosság változása | Lakosság változása | Lakosság változása | Lakosság változása | Lakosság változása |
| ------------------ | ------------------ | ------------------ | ------------------ | ------------------ | ------------------ | ------------------ | ------------------ | ------------------ | ------------------ | ------------------ | ------------------ | ------------------ | ------------------ | ------------------ | ------------------ |
| 1857               | 1869               | 1880               | 1890               | 1900               | 1910               | 1921               | 1931               | 1948               | 1953               | 1961               | 1971               | 1981               | 1991               | 2001               | 2011               |
| 116                | 107                | 93                 | 97                 | 98                 | 106                | 105                | 97                 | 91                 | 94                 | 86                 | 87                 | 36                 | 64                 | 30                 | 27                 |

## Nevezetességei
Keresztelő Szent János tiszteletére szentelt kápolnája.